# Michel Thersiquel
Michel Thersiquel, né le 23 juin 1944 à Bannalec dans le Finistère et mort le 15 mars 2007 à Concarneau (Finistère), est un photographe français.

## Biographie
Michel Thersiquel, surnommé Thersi, est né en Bretagne à Bannalec. Il est le fils d’un horloger devenu photographe.
En 1966 à 22 ans, il ouvre son atelier dans une boutique équipée d’une grande verrière, à Pont-Aven où il réalise quelques-uns des portraits qui font sa renommée.
En 1972, il est repéré par Jean-Claude Lemagny, responsable des collections photographiques de la BNF qui l’expose. Ses portraits en noir et blanc y sont déposés.
En 1975, il expose avec le Club des 30X40 à Paris. Il travaille pour les revues Chasse-Marée et ArMen.
Après un voyage à Ouessant, Michel Thersiquel et Guy Hersant créent une association de jeunes photographes bretons du nom de "SELLIT" qui signifie "regarder" en Breton. Marcel Le Lamer dira à ce sujet que "cette apparente injonction cache en fait un sérieux conseil pédagogique. Un peu comme la devise kantienne du siècle des Lumières : OSEZ PENSER ! SELLIT : OSEZ DONC REGARDER!"
Michel Thersiquel meurt en 2007 à Concarneau, laissant dans son atelier plus de 70 000 photographies. Ce fonds d’atelier a été confié par ses sœurs au Port-Musée de Douarnenez, chargé de sa conservation et sa numérisation.
Depuis 2013 l’Association des Amis de Michel Thersiquel s’est fixée pour mission de faire vivre cette œuvre. Elle organise des expositions en France et à l’étranger et publie des livres et revues sur son travail.

## Filmographie
- 1967 : Portraits, Auberge Tal-Moor, Kerdruc en Névez, réalisateur : J.-P. Guguen, France 3.
- 1977 : Des photos pour se souvenir : le photographe des Bigoudens, avec X. Grall, réalisateur: P.-A. Picton, France 3[18].
- 1983 : Thersiquel, Hersant, Le Nouail, réalisateur : Bodet, France 3.
- 1990 : Portrait de Michel Thersiquel, réalisateurs : S. Aillery et C. Rolland, France 3.
- 2015 : Une vingtaine d’interviews d’amis de Michel Thersiquel réalisés par Yves Quentel, Christine Mousset et Jean-Patrick Rouillé.